# Benson (Észak-Karolina)
Benson város az USA Észak-Karolina államában, Johnston megyében. Lakosainak száma 3967 fő (2020. április 1.).

## Népesség
A település népességének változása:
| Lakosok száma | 191  | 3311 | 3967 |
|               | 1890 | 2010 | 2020 |